# Ventilador de código abierto

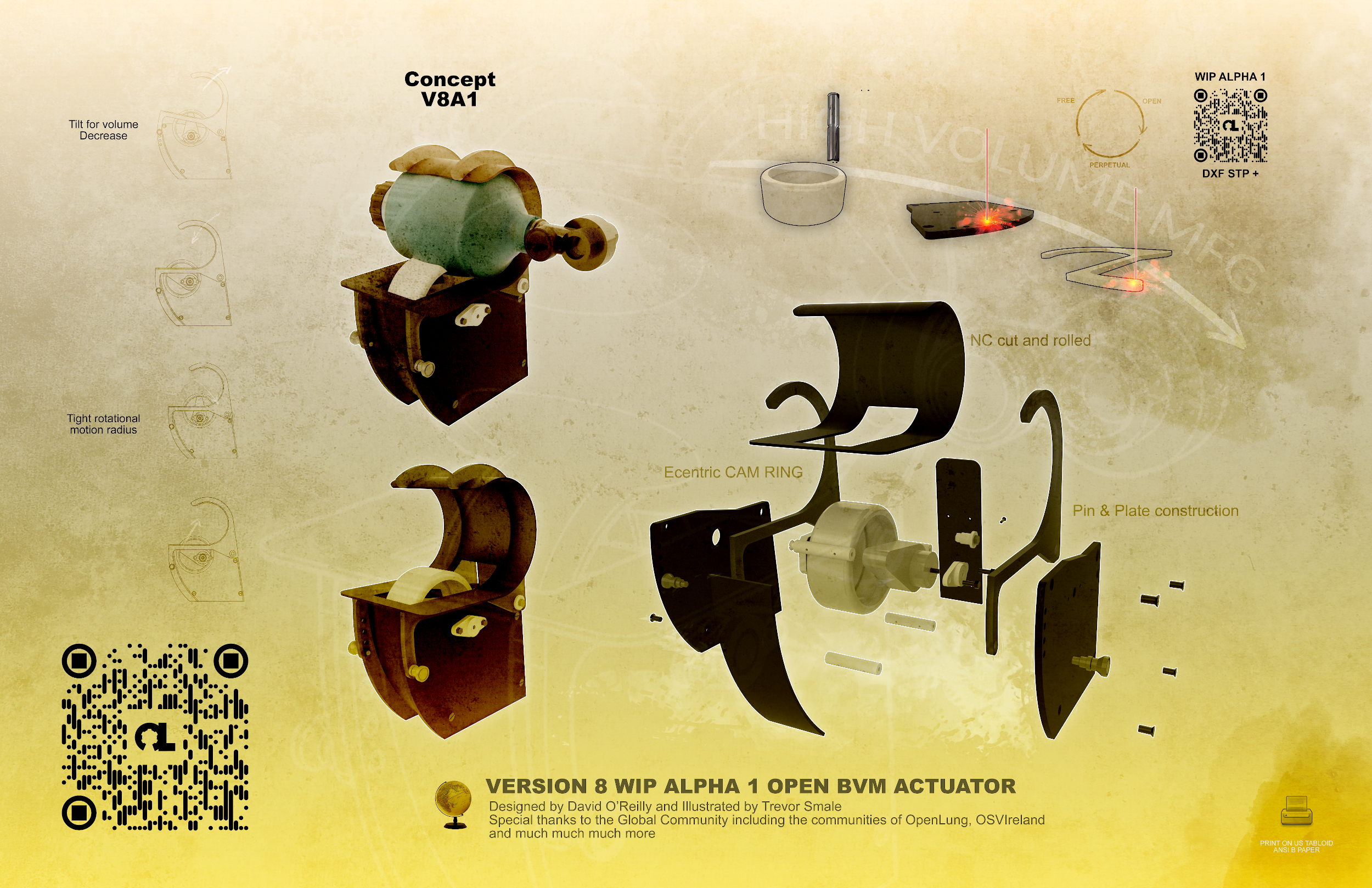
El proyecto OpenLung de Ventilador de Código Abierto, un diseño de respirador artificial de código abierto, bajos recursos y despliegue rápido, que utiliza un ambú (BVM o Ambu-bolsa) como componente principal.

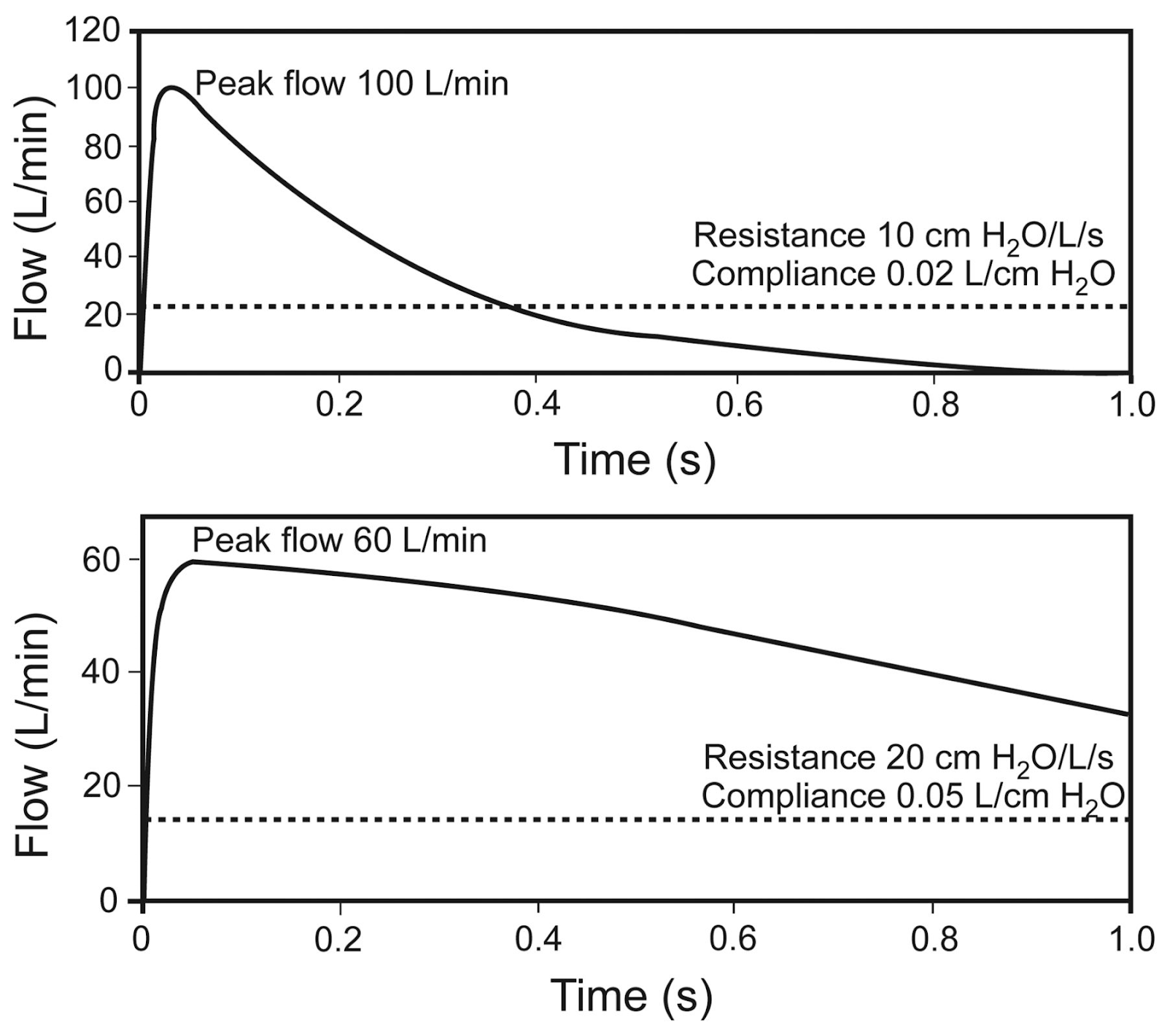
Mecánica de dicho ventilator

Un ventilador de fuente abierta, código abierto o hardware abierto o libre es un ventilador mecánico para suplir la ventilación pulmonar en enfermos cuando se produce una situación catastrófica fabricado utilizando un diseño libremente-autorizado (código abierto), e idealmente, componentes libremente disponibles y partes libremente disponibles (hardware de fuente abierta). Diseños, componentes y partes pueden ser de cualquier tipo desde completamente de ingeniería inversa o totalmente creaciones nuevas, los componentes pueden ser adaptaciones de varios productos existentes económicos, y partes especialmente difíciles de encontrar y/o caras pueden ser imprimidas en 3D en vez de adquiridos.
Uno esfuerzo de prototipo pequeño y temprano fue el ventilador de pandemia creado en 2008 (por comentarios antiguos) durante el resurgimiento de la gripe aviar H5N1 que empezó en 2003, y llamado así «porque se quiere significar que va a ser utilizado como ventilador de último recurso durante una posible pandemia de gripe aviar».

## Pandemia de Covid-19
Un importante esfuerzo de diseño a lo largo del mundo empezó durante la pandemia de COVID-19 después de que Hackaday empezara un proyecto para responder a la escasez esperada de ventiladores causa una mortalidad más alta entre pacientes severos.
El 20 de marzo de 2020, el Servicio de Salud Irlandés empezó a revisar diseños. Un prototipo está siendo diseñado y probado en Colombia.
La compañía polaca Urbicum informa de un testaje exitoso de un dispositivo prototipo de código abierto impreso en 3D denominado VentilAid. Los fabricantes lo describen como el dispositivo de último recurso cuándo el equipamiento profesional falta. El diseño está disponible públicamente. El primer prototipo de Ventilaid requiere aire comprimido para funcionar.
El 21 de marzo de 2020, el Instituto de Sistemas Complejos de Nueva Inglaterra (NECSI) empezó a mantener una lista estratégica de diseños de código abierto sobre los que se está trabajando. El proyecto NECSI considera la capacidad de fabricación, la necesidad y seguridad médicas para tratar pacientes en varias condiciones, la velocidad para abordar asuntos legales y políticos, logística y suministro. NECSI cuenta con científicos de Harvard, MIT, y otros quiénes tienen conocimientos de pandemias, medicina, sistemas, riesgo, y colección de datos.

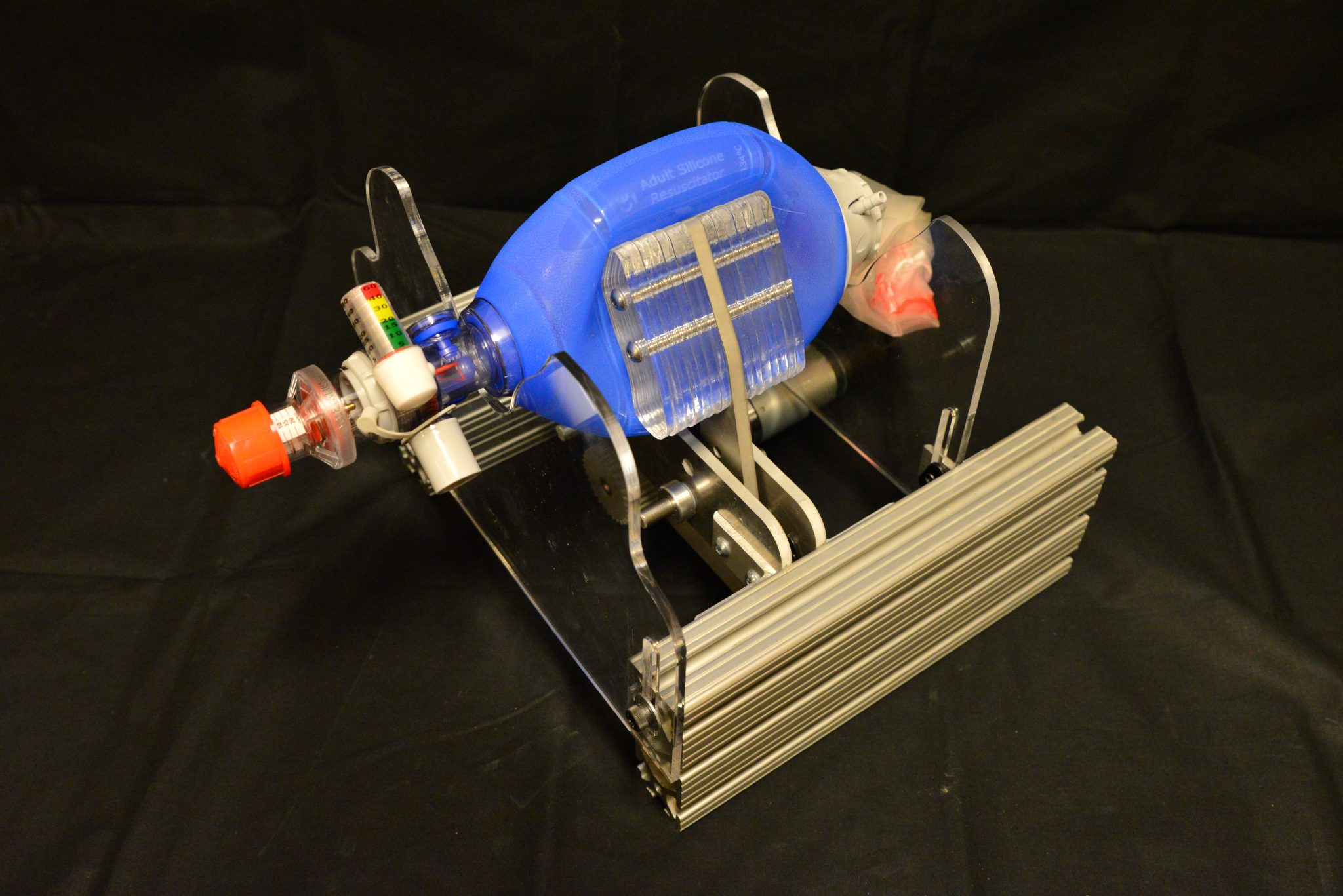
MIT E-Vent Unit 002 Setup, diseñado por el MIT

El Instituto de Tecnología de Massachusetts (MIT) comenzó un proyecto de emergencia para diseñar un ventilador de bajo coste que utilizar una máscara de válvula de bolsa (ambú) como componente principal.
El proyecto Oxysphere desarrolla proyectos abiertos para una campana de ventilación de presión positiva.

## Provisiones para el alivio de desastres
El 24 de marzo de 2020, el Secretario de Salud y Servicios Humanos (HHS) de Estados Unidos promulgó Autorizaciones de Uso de Emergencia para dejar el uso de dispositivos adicionales, incluyendo: «Ventiladores, dispositivos de respiración de presión positiva modificados para utilizar como ventilatores (colectivamente referidos como “ventiladores”), conectores de entubado de ventiladores; y accesorios de ventilador». Lo que se llevó a cabo de acuerdo con su declaración de 4 de febrero para contramedidas médicas ante la enfermedad de coronavirus de 2019, y el equipamiento está sometido a los criterios de la FDA «sobre seguridad, rendimiento y etiquetado».